# Góry Bismarcka
Góry Bismarcka (ang. Bismarck Range) – pasmo górskie w Górach Centralnych, w centralnej części Papui-Nowej Gwinei na Nowej Gwinei. Najwyższym szczytem pasma jest Góra Wilhelma o wysokości 4509 m n.p.m. Znajdują się w nim źródła rzek Ramu i Purari oraz dopływy rzeki Sepik.
Góry zostały odkryte w 1886 roku przez niemieckiego podróźnika G.E. von Schleinitza. Nazwa została nadana na cześć kanclerza Niemiec Ottona von Bismarcka.

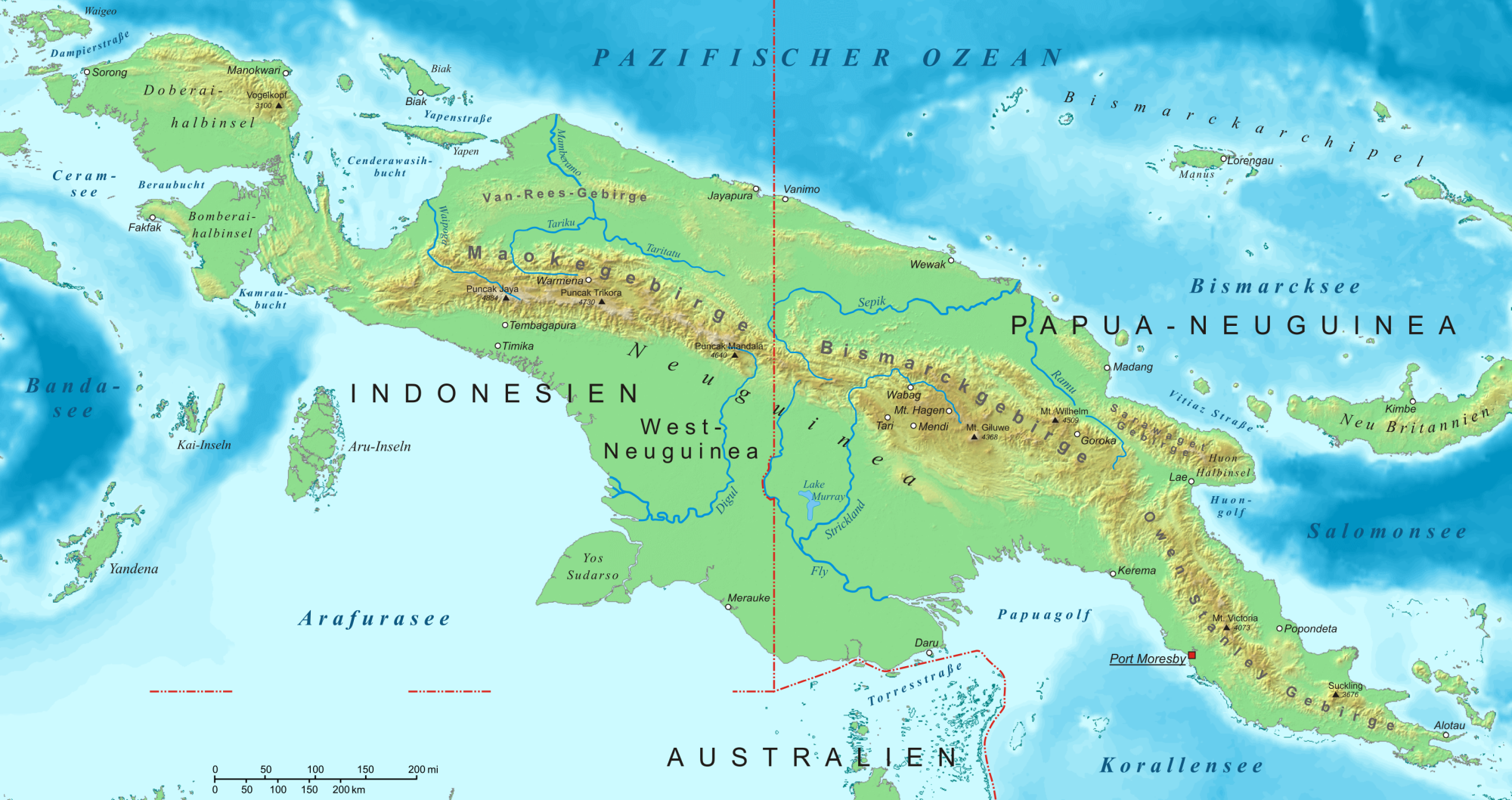
Mapa Nowej Gwinei, Góry Bismarcka na prawo od granicy z Indonezją, dzielącą wyspę na pół